# J. and G. Rennie
J. and G. Rennie foi uma empresa de engenharia britânica com sede em Millwall, Londres, Inglaterra. Eles estavam envolvidos na fabricação de motores marítimos e alguns navios completos, bem como outros diversos projetos de engenharia. Uma associação com locomotivas ferroviárias é geralmente atribuída a G. e J. Rennie, o que pode sugerir que eles usaram uma segunda empresa para manter os livros separados, e havia também a George Rennie & Sons, que está associada ao desenvolvimento e patentes de vapor e motor. Todas as três empresas parecem ter existido ao mesmo tempo. O estaleiro foi responsável pela construção dos encouraçados brasileiros Mariz e Barros, Herval, Cabral e Colombo.